# Kaiserpokal 2012
Der Kaiserpokal 2012 war die 92. Austragung des Kaiserpokals, des höchsten japanischen Fußballpokalwettbewerbs. Sieger des Wettbewerbs waren die Kashiwa Reysol.

## Ergebnisse

### 1. Runde
|                                   | Ergebnis |                                                   |
| --------------------------------- | -------- | ------------------------------------------------- |
| Nara Club                         | 2:1      | Amitie SC                                         |
| Tonan Maebashi                    | 5:0      | Nihon-Universität Yamagata High School            |
| Arterivo Wakayama                 | 2:1      | FC Gifu Second                                    |
| Hoyo AC Elan Oita                 | 3:0      | Nagasaki Institute of Applied Science High School |
| Kansai-Universität                | 3:2      | Toyama Shinjo Club                                |
| Universität Fukuyama              | 1:2      | FC Imabari                                        |
| Sagawa Shiga                      | 6:0      | Kwansei-Gakuin-Universität                        |
| Ozu High School                   | 0:2      | V-Varen Nagasaki                                  |
| Saurcos Fukui                     | 3:0      | Keiei-Universität Niigata                         |
| Yamanashi-Gakuin-Universität      | 00:10    | Fukushima United FC                               |
| Universität Tsukuba               | 3:1      | FC Ryukyu                                         |
| FC Suzuka Rampole                 | 1:0      | Universität Hamamatsu                             |
| Zweigen Kanazawa                  | 0:1      | FC Kariya                                         |
| Universität Kōchi                 | 0:1      | Sony Sendai FC                                    |
| Universität Saga                  | 0:5      | Kamatamare Sanuki                                 |
| Yonago Kita High School           | 1:2      | Volca Kagoshima                                   |
| Vanraure Hachinohe                | 0:2      | YSCC Yokohama                                     |
| Blaublitz Akita                   | 1:0      | Heisei-Kokusai-Universität                        |
| Sangyo-Keiei-Universität Miyazaki | 0:1      | Universität Fukuoka                               |
| Matsue City FC                    | 0:3      | Universität Tokuyama                              |
| Fagiano Okayama Next              | 4:0      | Panasonic Energy Tokushima                        |
| Vertfee Takahara Nasu             | 1:3      | Kashiwa Reysol U-18                               |
| Universität Sapporo               | 0:3      | AC Nagano Parceiro                                |
| Grulla Morioka                    | 0:2      | Yokogawa Musashino FC                             |

### 2. Runde
|                     | Ergebnis        |                       |
| ------------------- | --------------- | --------------------- |
| Cerezo Osaka        | 4:0             | Nara Club             |
| Montedio Yamagata   | 3:0             | Tonan Maebashi        |
| Shimizu S-Pulse     | 5:0             | Arterivo Wakayama     |
| Tokyo Verdy         | 3:0             | Hoyo AC Elan Oita     |
| Gamba Osaka         | 3:0             | Kansai-Universität    |
| Oita Trinita        | 2:2 (3:5 i. E.) | Mito HollyHock        |
| Sanfrecce Hiroshima | 1:2             | FC Imabari            |
| FC Machida Zelvia   | 1:1 (5:4 i. E.) | Giravanz Kitakyushu   |
| Vissel Kobe         | 1:2             | Sagawa Shiga          |
| JEF United Chiba    | 1:0             | V-Varen Nagasaki      |
| Albirex Niigata     | 2:1             | Saurcos Fukui         |
| Ventforet Kofu      | 0:0 (3:4 i. E.) | Fukushima United FC   |
| Kashima Antlers     | 7:1             | Universität Tsukuba   |
| Gainare Tottori     | 2:1             | Thespa Kusatsu        |
| Júbilo Iwata        | 7:0             | FC Suzuka Rampole     |
| Matsumoto Yamaga FC | 1:3             | Kyoto Sanga FC        |
| Fagiano Okayama     | 2:0             | Kataller Toyama       |
| Nagoya Grampus      | 2:0             | FC Kariya             |
| Vegalta Sendai      | 1:0             | Sony Sendai FC        |
| Roasso Kumamoto     | 4:3             | FC Gifu               |
| Sagan Tosu          | 0:1             | Kamatamare Sanuki     |
| Urawa Reds          | 2:1             | Volca Kagoshima       |
| Yokohama F. Marinos | 4:2             | YSCC Yokohama         |
| Tochigi SC          | 0:1             | Yokohama FC           |
| Omiya Ardija        | 2:0             | Blaublitz Akita       |
| Avispa Fukuoka      | 4:2             | Universität Fukuoka   |
| Kawasaki Frontale   | 2:0             | Universität Tokuyama  |
| Tokushima Vortis    | 5:1             | Fagiano Okayama Next  |
| Kashiwa Reysol      | 3:0             | Kashiwa Reysol U-18   |
| Shonan Bellmare     | 1:0             | Ehime FC              |
| Consadole Sapporo   | 1:1 (3:5 i. E.) | AC Nagano Parceiro    |
| FC Tokyo            | 0:1             | Yokogawa Musashino FC |

### 3. Runde
|                     | Ergebnis         |                       |
| ------------------- | ---------------- | --------------------- |
| Cerezo Osaka        | 2:1              | Montedio Yamagata     |
| Shimizu S-Pulse     | 1:0              | Tokyo Verdy           |
| Gamba Osaka         | 1:0              | Mito HollyHock        |
| FC Imabari          | 2:5              | FC Machida Zelvia     |
| Sagawa Shiga        | 1:1 (6:7 i. E.)  | JEF United Chiba      |
| Albirex Niigata     | 0:1              | Fukushima United FC   |
| Kashima Antlers     | 2:1              | Gainare Tottori       |
| Júbilo Iwata        | 1:1 (5:3 i. E.)  | Kyoto Sanga FC        |
| Fagiano Okayama     | 2:3              | Nagoya Grampus        |
| Vegalta Sendai      | 1:2              | Roasso Kumamoto       |
| Kamatamare Sanuki   | 1:2              | Urawa Reds            |
| Yokohama F. Marinos | 2:1              | Yokohama FC           |
| Omiya Ardija        | 3:1              | Avispa Fukuoka        |
| Kawasaki Frontale   | 3:2              | Tokushima Vortis      |
| Kashiwa Reysol      | 2:1              | Shonan Bellmare       |
| AC Nagano Parceiro  | 0:0 (9:10 i. E.) | Yokogawa Musashino FC |

### Achtelfinale
|                  | Ergebnis |                       |
| ---------------- | -------- | --------------------- |
| Cerezo Osaka     | 4:0      | Shimizu S-Pulse       |
| Gamba Osaka      | 3:2      | FC Machida Zelvia     |
| JEF United Chiba | 5:0      | Fukushima United FC   |
| Kashima Antlers  | 3:1      | Júbilo Iwata          |
| Nagoya Grampus   | 5:2      | Roasso Kumamoto       |
| Urawa Reds       | 0:2      | Yokohama F. Marinos   |
| Omiya Ardija     | 4:3      | Kawasaki Frontale     |
| Kashiwa Reysol   | 1:0      | Yokogawa Musashino FC |

### Viertelfinale
|                  | Ergebnis        |                     |
| ---------------- | --------------- | ------------------- |
| Cerezo Osaka     | 1:2             | Gamba Osaka         |
| JEF United Chiba | 0:1             | Kashima Antlers     |
| Nagoya Grampus   | 0:0 (6:7 i. E.) | Yokohama F. Marinos |
| Omiya Ardija     | 2:3             | Kashiwa Reysol      |

### Halbfinale
|                     | Ergebnis |                 |
| ------------------- | -------- | --------------- |
| Gamba Osaka         | 1:0      | Kashima Antlers |
| Yokohama F. Marinos | 0:1      | Kashiwa Reysol  |

### Finale
|             | Ergebnis |                |
| ----------- | -------- | -------------- |
| Gamba Osaka | 0:1      | Kashiwa Reysol |